# Susz
Susz (germană Rosenberg in Westpreußen) este un oraș în Polonia.